# Estubeny
Estubeny é um município da Espanha na província de Valência, Comunidade Valenciana. Tem 6,4 km² de área e em 2021 tinha 114 habitantes (densidade: 17,8 hab./km²).

## Demografia
| Variação demográfica do município entre 1991 e 2004 | Variação demográfica do município entre 1991 e 2004 | Variação demográfica do município entre 1991 e 2004 | Variação demográfica do município entre 1991 e 2004 |
| --------------------------------------------------- | --------------------------------------------------- | --------------------------------------------------- | --------------------------------------------------- |
| 1991                                                | 1996                                                | 2001                                                | 2004                                                |
| 138                                                 | 141                                                 | 152                                                 | 183                                                 |